# Finances sous la Révolution
 (janvier 2013).
Si vous disposez d'ouvrages ou d'articles de référence ou si vous connaissez des sites web de qualité traitant du thème abordé ici, merci de compléter l'article en donnant les références utiles à sa vérifiabilité et en les liant à la section « Notes et références ».

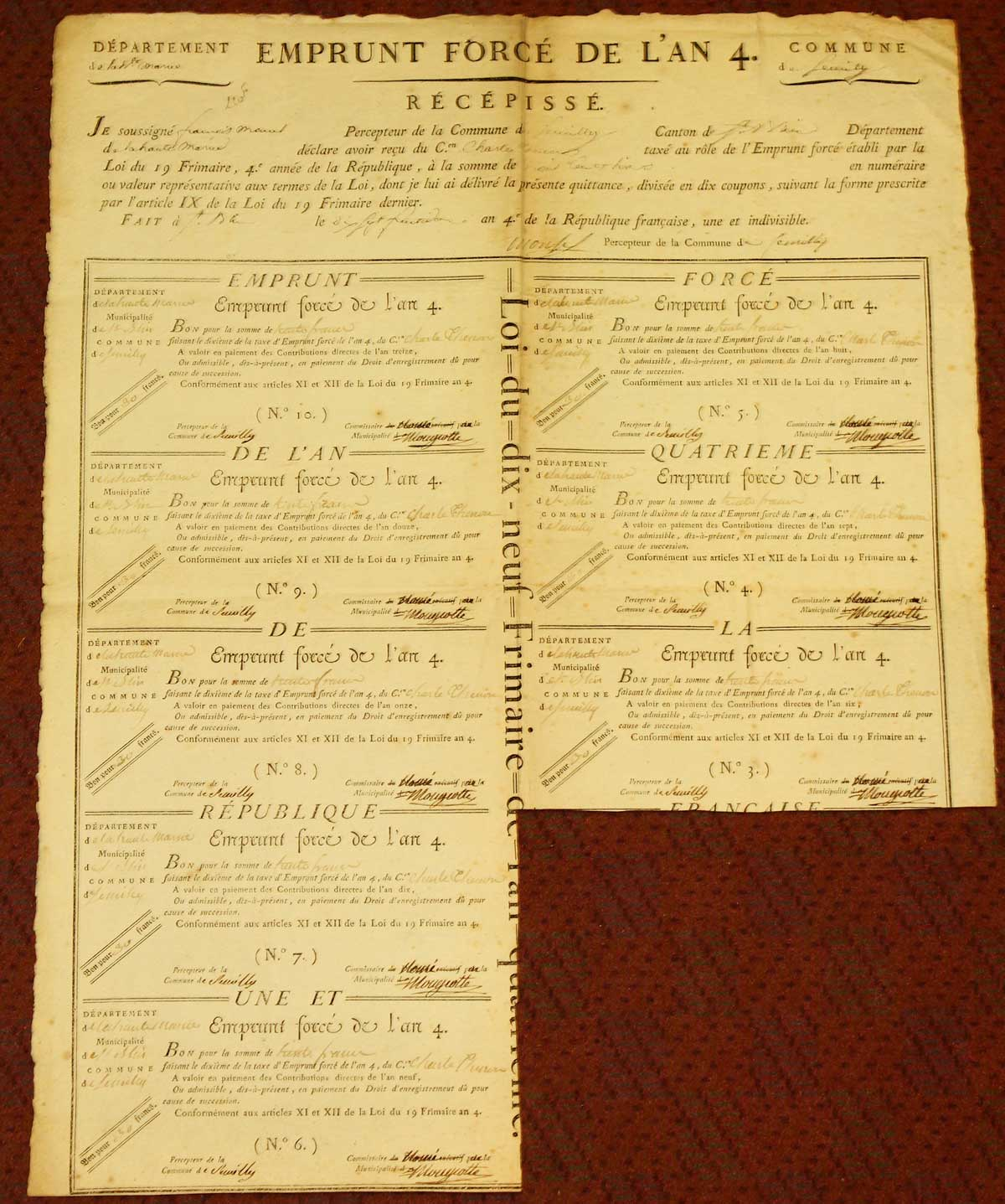
Planche d'emprunts forcés de l'an 4 de la République Française

Cet article traite des problèmes financiers de la France, à partir de la Révolution française jusqu’au coup d'État de Napoléon Bonaparte, le 9 novembre 1799.

## Historique
La Révolution française commença avec la réunion des états généraux convoqués pour tenter de régler les problèmes financiers (5 mai 1789).
La suppression des impôts indirects, la recette, très difficile en période troublée, des impôts directs obligèrent les gouvernements à vivre d'expédients. Faute de confiance, les emprunts lancés par Jacques Necker en août 1789 échouèrent[réf. nécessaire]. En octobre 1789, on[Qui ?] créa une « contribution patriotique » : les citoyens possédant plus de 400 livres de revenus devaient en verser le quart. L'établissement des rôles d'imposition fut long et, entre-temps, l'État tenta de résoudre ses problèmes de trésorerie en vendant les biens nationaux et en fabriquant des assignats.
L'Assemblée constituante mit sur pied un système d'impôts directs reposant sur trois contributions : contribution foncière frappant les revenus de la terre, contribution mobilière frappant les revenus industriels et les rentes, patente pour les commerçants. Quant aux impôts indirects abolis, on en rétablit quelques-uns : droits de timbre, d'enregistrement et droit de douane.
Une nouvelle administration des Finances dut être mise sur pied pour faire entrer l'argent dans les caisses de l'État. Il y eut des receveurs dans chaque district, un payeur général par département. La Trésorerie nationale fut confiée à six commissaires chargés d'examiner les demandes de chaque ministère. Pierre Joseph Cambon tenta en vain de rétablir la confiance avec le Grand livre de la dette publique, on multiplia les dons patriotiques, réquisitions de guerre, emprunts forcés[réf. nécessaire], les ventes des biens nationaux, le déficit n'en était pas moins de 200 millions par mois en l'an II (septembre 1793 - septembre 1794)[réf. nécessaire].
Après la chute de Maximilien de Robespierre (9 thermidor an II - 27 juillet 1794), l'effondrement total de l'assignat aggrava encore la situation.[évasif][réf. nécessaire]
Avec le Directoire, une complication nouvelle apparut : la Constitution de l'an III n'avait donné aucun pouvoir financier aux Directeurs, les tâches de surveillance et de répartition des recettes et des dépenses ayant été confiées à cinq commissaires de la comptabilité nationale. De 1795 à 1799, la situation fut chaotique[évasif]. On eut d'abord recours aux mêmes expédients, emprunts forcés, remplacement des assignats par des mandats territoriaux tout de suite dévalués, banqueroute des deux tiers[réf. nécessaire]. Le système des contributions fut réorganisé en 1797. Il y eut dans chaque canton un « jury d'équité » et des commissaires chargés de rédiger les rôles d'impôts, dans chaque département une agence des contributions directes. La patente fut divisée en sept classes selon les professions, un nouvel impôt, dit des « portes et fenêtres » fut inventé, des droits indirects furent discrètement réintroduits.
À la veille du coup d'État de Napoléon Bonaparte le 18 brumaire an VIII (9 novembre 1799), les caisses étaient toujours vides[évasif]. L'arrivée au pouvoir du général fut très bien accueillie par les milieux financiers[réf. nécessaire]. Peu après était créée la Banque de France (13 février 1800) et une monnaie stable, le franc germinal, allait s'imposer pour plus d'un siècle jusqu'au lendemain de la Première Guerre mondiale.